# Radiacmea
Radiacmea es un género de molusco gasterópodo de la familia Lottiidae.

## Especies
Las especies de este género son:
- Radiacmea inconspicua
- Radiacmea intermedia